# Маркопільська сільська рада
Маркопільська сільська рада — орган місцевого самоврядування у Бродівському районі Львівської області. Адміністративний центр — село Маркопіль.

## Загальні відомості
Маркопільська сільська рада утворена в 1992 році.

## Населені пункти
Сільській раді підпорядковані населені пункти:
- с. Маркопіль
- с. Шишківці

## Склад ради
Рада складається з 12 депутатів та голови.

### Керівний склад ради
| ПІБ                    | Основні відомості                                                 | Дата обрання | Дата звільнення |
| ---------------------- | ----------------------------------------------------------------- | ------------ | --------------- |
| Когут Іван Петрович    | Сільський голова, 1954 року народження, освіта вища, безпартійний | 26.03.2006   | 31.10.2010      |
| Когут Іван Петрович    | Сільський голова, 1954 року народження, освіта вища, безпартійний | 31.10.2010   | 25.10.2015      |
| Чумак Лілія Богданівна | Сільський голова, 1971 року народження, освіта вища, безпартійна  | 25.10.2015   |                 |

Примітка: таблиця складена за даними джерела

### Депутати
Результати місцевих виборів 2015 року за даними ЦВК
| № зп          | № округу      | Прізвище, ім'я, по батькові       | Дата визнання обраним | Відомості про обраного депутата                                                                |
| Самовисування | Самовисування | Самовисування                     | Самовисування         | Самовисування                                                                                  |
| ------------- | ------------- | --------------------------------- | --------------------- | ---------------------------------------------------------------------------------------------- |
| 1             | 1             | Лаврін Петро Ігорович             | 25.10.2015            | Освіта вища, безпартійний, ФОП Саган В.М., різно-робочий                                       |
| 2             | 2             | Любунь Микола Степанович          | 25.10.2015            | Освіта загальна середня, безпартійний, коледж ТНЕУ, студент                                    |
| 3             | 3             | Шатковський Михайло Володимирович | 25.10.2015            | Освіта професійно-технічна, безпартійний, Маркопільський Народний дім, завідувач               |
| 4             | 4             | Доросєвич Марія Андріївна         | 25.10.2015            | Освіта професійно-технічна, безпартійна, пенсіонер                                             |
| 5             | 5             | Музичка Зоряна Степанівна         | 25.10.2015            | Освіта вища, безпартійна, Маркопільська ЗОШ I-III ст., вчитель                                 |
| 6             | 6             | Саган Галина Григорівна           | 25.10.2015            | Освіта вища, безпартійна, Маркопільська ЗОШ I-III ст., вчитель                                 |
| 7             | 7             | Матвіїшин Галина Андріївна        | 25.10.2015            | Освіта вища, безпартійна, Маркопільська сільська рада, секретар                                |
| 8             | 8             | Крупніцька Марія Михайлівна       | 25.10.2015            | Освіта професійно-технічна, безпартійна, Маркопільський ФАП, завідувачка                       |
| 9             | 9             | Хоміцька Галина Михайлівна        | 25.10.2015            | Освіта професійно-технічна, безпартійна, Бродівський територіальний центр, соціальний робітник |
| 10            | 10            | Самуляк Любов Степанівна          | 25.10.2015            | Освіта професійно-технічна, безпартійна, тимчасово не працює                                   |
| 11            | 11            | Попелишин Галина Михайлівна       | 25.10.2015            | Освіта професійно-технічна, безпартійна, с. Шишківці, бібліотекар                              |
| 12            | 12            | Калина Іван-Григорій Іванович     | 25.10.2015            | Освіта професійно-технічна, безпартійний, с. Шишківці, По догляду за перестарілим              |